# 自動車駅

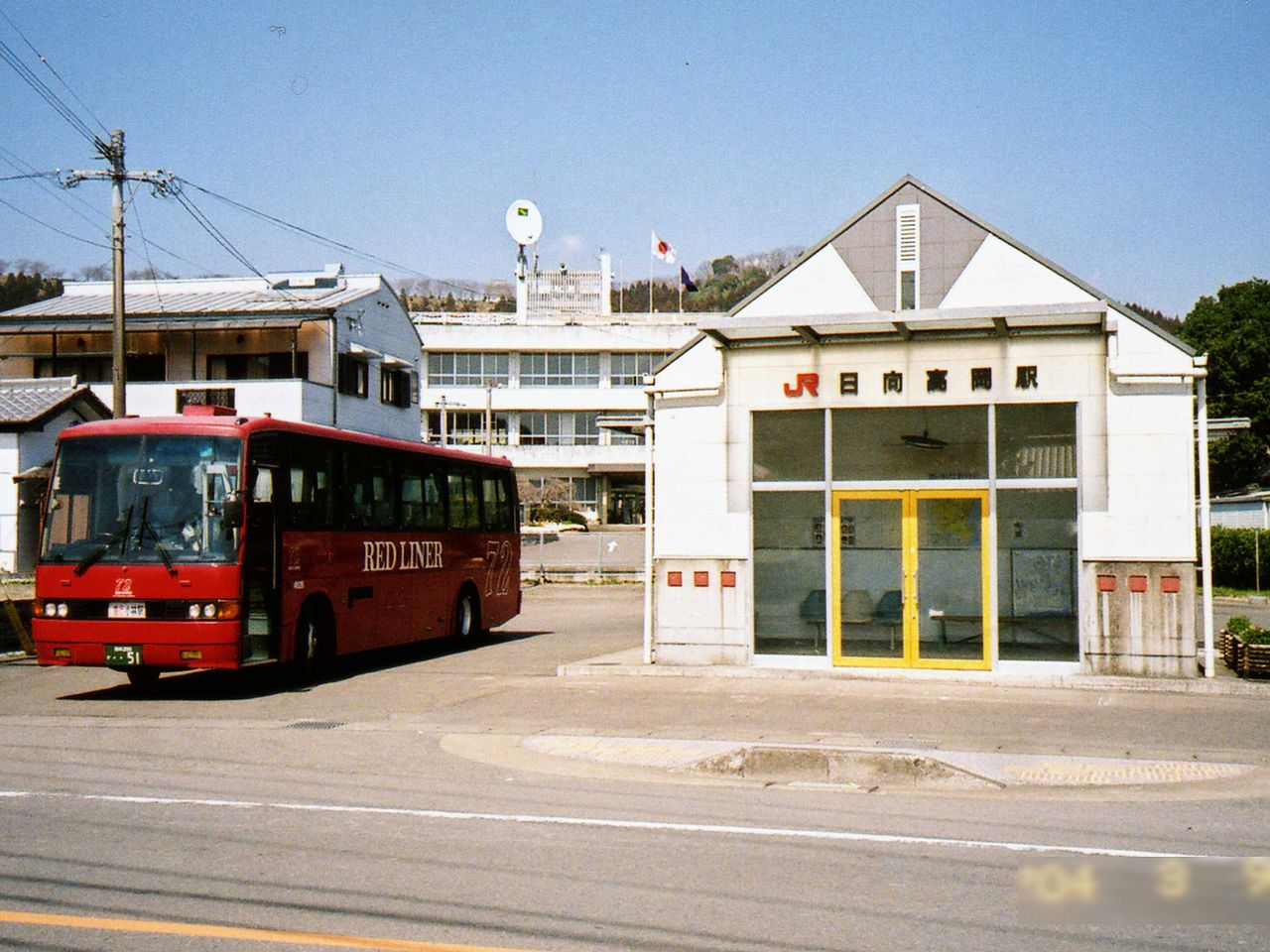
自動車駅の例（宮林線・日向高岡駅）

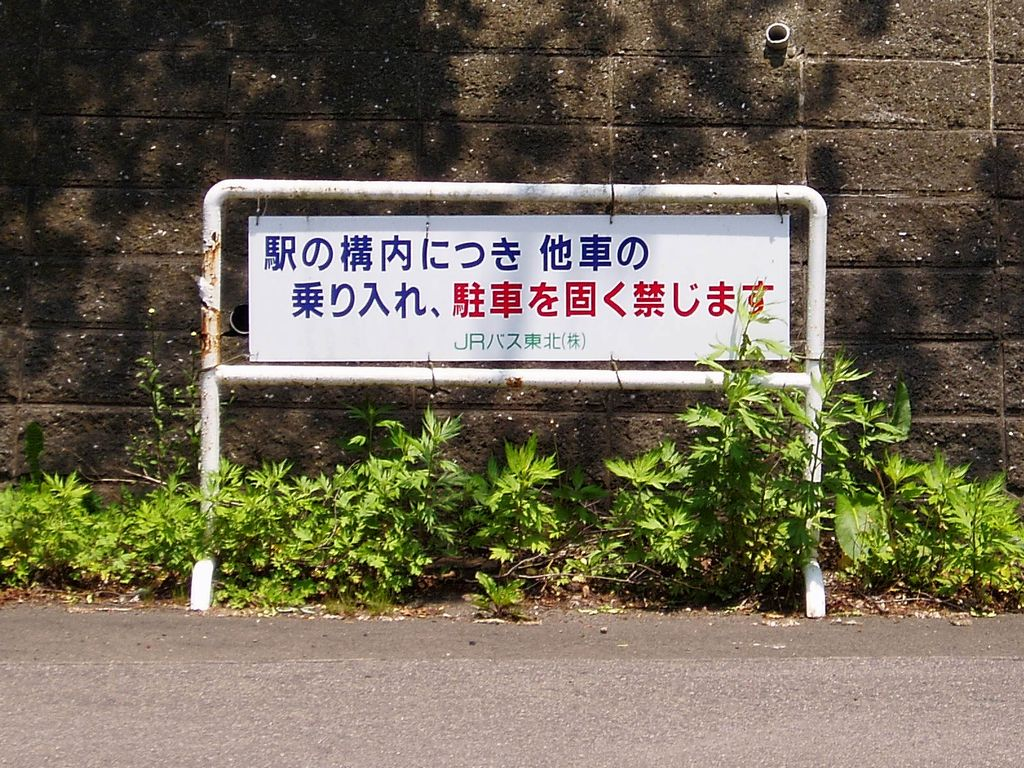
構内の標識では「駅の構内」という表記も見られる（十和田北線・子ノ口駅）

自動車駅（じどうしゃえき）は、日本国有鉄道の自動車路線におけるバス停留所やバスターミナル・荷捌き施設のうち、鉄道駅と同等の業務を執り行う施設の名称。日本国有鉄道に由来しない、自動車駅と同等のバス駅についても#国鉄バス以外の「バス駅」で扱う。
本項では以下、日本国有鉄道自動車局の事業については、旅客輸送・貨物輸送にかかわらず「国鉄バス」と表記する。

## 概説
国鉄バスには鉄道の補助・代行という使命があり、運賃体系は異なるが国鉄線の一部という扱いとなっていたため、鉄道と同様の旅客扱い・貨物扱いを行なっていた。需要が多いと判断された場合は鉄道駅と同様に、乗車券の発売窓口を設置する必要があった。また、1984年2月1日国鉄ダイヤ改正までは貨物輸送も行なっており、鉄道の貨物駅でトラックに積み替えた貨物の荷捌きを、鉄道駅以外の場所で行なう必要もあった。
このため、乗車券類の発売や貨物の荷捌きなどを行ない、鉄道の代行としての使命を果たすために設置された施設が自動車駅である。
国鉄バスでは、鉄道線との通し乗車券を発売していたため、旅客扱いを行なう自動車駅では駅舎を設置し、乗車券の発売を行なっていた。拠点停留所以外でも、バス停留所近くに発券窓口を設置した上で乗車券の発売を行なっていたケースもあり、必ずしも自動車駅はバスターミナルと同義ではない。一部の自動車駅では貨物の取り扱いも行なっていたほか、貨物専用の自動車駅も存在した。

## 形態

### 旅客扱い駅
| バス専用道での駅は全体的に鉄道駅に近い（白棚線・磐城金山駅） |  | 自動車駅の窓口の例。鉄道駅の窓口とあまり変わらない（志賀草津高原線・草津温泉駅） |
| バス専用道での駅は全体的に鉄道駅に近い（白棚線・磐城金山駅） |  | 自動車駅の窓口の例。鉄道駅の窓口とあまり変わらない（志賀草津高原線・草津温泉駅） |

バス駅とも呼ばれる。独立した敷地を有する自動車駅の場合、単独のバスターミナルとして設置されていることが多いが、車庫の一角に駅としてのスペースを置いたり、敷地内に営業所の建物とは別に駅舎を建てるケースもある。折り返しの運行系統が存在しない場合でも独立した敷地を有することもある。また、松山高知急行線の落出駅のように、駅舎以外に独立した敷地を有さないにもかかわらずバスターミナルとしての機能を有していた例もある。白棚線や阪本線のバス専用道の自動車駅では、ホーム上屋などの構造も鉄道駅に近いものとなっていた。
これらの自動車駅では鉄道駅と同様の業務形態とすることもあった。例えば、1985年頃の志賀草津高原線の草津温泉駅では、改札口を設置し、バス便ごとに乗車改札を行なっていた。東名高速線の東京駅では改札口はないものの、バス乗車口において乗車改札を行なっている。窓口ではバス乗車券だけでなく、鉄道との通し乗車券も発売した。一部の駅には「みどりの窓口」も設置されており、座席指定券を購入することもできた。また、一部の駅を除いて手荷物・小荷物の扱いも行なっていた。
| 鉄道駅の窓口で発行された自動車線回数券の例（渋川線・渋川駅） |  | 自動車駅発行であることを示す記号が記載されている例（東名高速線・東京駅発行） |
| 鉄道駅の窓口で発行された自動車線回数券の例（渋川線・渋川駅） |  | 自動車駅発行であることを示す記号が記載されている例（東名高速線・東京駅発行） |

鉄道駅へ乗り入れている場合、鉄道駅の窓口でバスについての営業を行なうことが多かったが、バス乗車券の扱いが多い場合はバス独自の窓口を設置するケースもある。例えば、東名高速線の東京駅では国鉄(JR)バス東京駅として独立した窓口があり、乗車券券面の発行箇所表記も「（自）東京駅」（実際には○の中に「自」）と記載することで区別されていた。
地方の駅では、窓口業務を外部に委託していた。日本交通観光社が受託会社となっていたケースが多いが、日肥線の村所駅のように自治体が受託していたケースもある。また、国鉄バス乗り入れに際し、運輸協定の中で他のバス事業者に窓口業務を委託した例も、美伯線の三朝温泉駅（日ノ丸自動車に委託）などに見られる。
このほかにも実質的には鉄道駅でありながら、自動車駅が窓口業務を行っていた駅があった。岩泉線岩泉駅（岩泉駅前駅）、旧久慈線陸中野田駅（陸中野田駅前駅）、同線普代駅（普代駅前駅）、越美北線九頭竜湖駅（九頭竜湖駅前駅）がそれに該当する。これらの駅では鉄道券を購入しても発行駅名は「駅前駅」となっており、自動車駅としての発行となっていた。2000年、岩泉駅でのJRバス乗車券取扱廃止により、鉄道券の「駅前駅」発行がなくなり、2008年の久慈海岸線および陸中野田駅前駅が廃止となり、このような形態は姿を消した。
なお、運賃区界停留所も自動車駅と同様の扱いとされて、鉄道との通し乗車券を発券することができた。運賃区界の停留所は駅員無配置駅として、運賃区界停留所でない停留所は「乗降場」という扱いとなる。いずれも設備としては駅名標（バス停留所ポール）のみである。

### 貨物扱い駅
貨物を取り扱っている自動車駅では、トラックの荷捌きの施設を有する必要があった。鉄道との接続駅では国鉄直営であったが、自動車駅での貨物扱いについては1942年4月の貨物取扱制度の改定により、日本通運に業務を委託していた。自動車駅に隣接して日本通運の営業所が設置されているケースや、北山線の信濃山寺駅（長野県茅野市豊平）のように同じ施設で自動車駅兼日本通運の営業所となったケースもあった。

## 地域における自動車駅の位置づけ
鉄道とバスの特性の違いから、場合によっては自動車駅は鉄道駅よりも利便性の高い場所に開設されることがあり、町の中心駅として扱われることもあった。やや特殊な例であるが、宮脇俊三が宮田線に乗車した際にタクシーの運転手に「宮田の駅まで」と告げたところ、タクシー運転手が筑前宮田駅の存在を知らず国鉄バス直方線の宮田町駅に最初に連れて行かれた エピソードがあり、このタクシー運転手にとっては「宮田町の駅といえば国鉄バスの駅である」という意識があったとみられる。また、京鶴線の周山駅では、かつて駅前に京都交通の路線バスが発着していたが、停留所名は「周山駅前」と鉄道駅と同等の扱いであった。
観光地などでは、観光の拠点として機能していることもある。例えば、前述の草津温泉駅は、売店・食堂のみならず、タクシー乗り場・送迎車両待機スペース・レンタカー営業所が併設されている。

## 国鉄分割民営化後
| 発券業務を行わなくなった自動車駅（霞ヶ浦線・江戸崎駅） |  | 改築の上物産販売店を入居させている例（平庭高原線・葛巻駅） |
| 発券業務を行わなくなった自動車駅（霞ヶ浦線・江戸崎駅） |  | 改築の上物産販売店を入居させている例（平庭高原線・葛巻駅） |

分割民営化後、JRバス分社化に伴い、同じJR同士であっても鉄道とバスは連絡運輸の扱いとなった。また、連絡運輸のうち、取り扱いの少ないものについては廃止されている。鉄道との連絡乗車券を発売しなくなったため、自社の乗車券類のみを発券するようになったり、窓口営業自体が廃止されるケースも増加している。窓口営業が廃止された後も、待合室や乗務員の宿泊設備などが設置されている場合は、建物はそのまま残され、JRバスから他の事業者に移管された後も継続して使用されることもあるが、近年は駅舎の老朽化に伴い解体されるケースや、交通量の多い道路沿いにあることから賃貸店舗に改築されるケースもある。
| 移転改築された後も営業が継続されている例（北薩線・薩摩郡山駅） |  | JRバスが撤退した後も駅施設のみが残る例（天竜線[現:遠鉄バス北遠本線]・瀬尻駅） |
| 移転改築された後も営業が継続されている例（北薩線・薩摩郡山駅） |  | JRバスが撤退した後も駅施設のみが残る例（天竜線[現:遠鉄バス北遠本線]・瀬尻駅） |

一方、営業所や支所、操車所などの運行拠点と併設されていた自動車駅の場合は、定期券や回数券などの発売のために窓口営業が継続されている。北薩線の薩摩郡山駅のように、移転改築された後も窓口営業が継続されているケースもある。また、塩原線の塩原温泉駅や京鶴線の周山駅のように、JRバスが撤退した後の代替交通機関との乗り継ぎターミナルとして機能させるケースもある。
変わったケースでは、瀬戸南線の瀬戸記念橋駅と瀬戸追分駅の窓口閉鎖と同時期に、別の場所（名鉄瀬戸線尾張瀬戸駅前の「パルティせと」内）でチケットカウンターとして営業を開始した例もある。

## 国鉄バス以外の「バス駅」

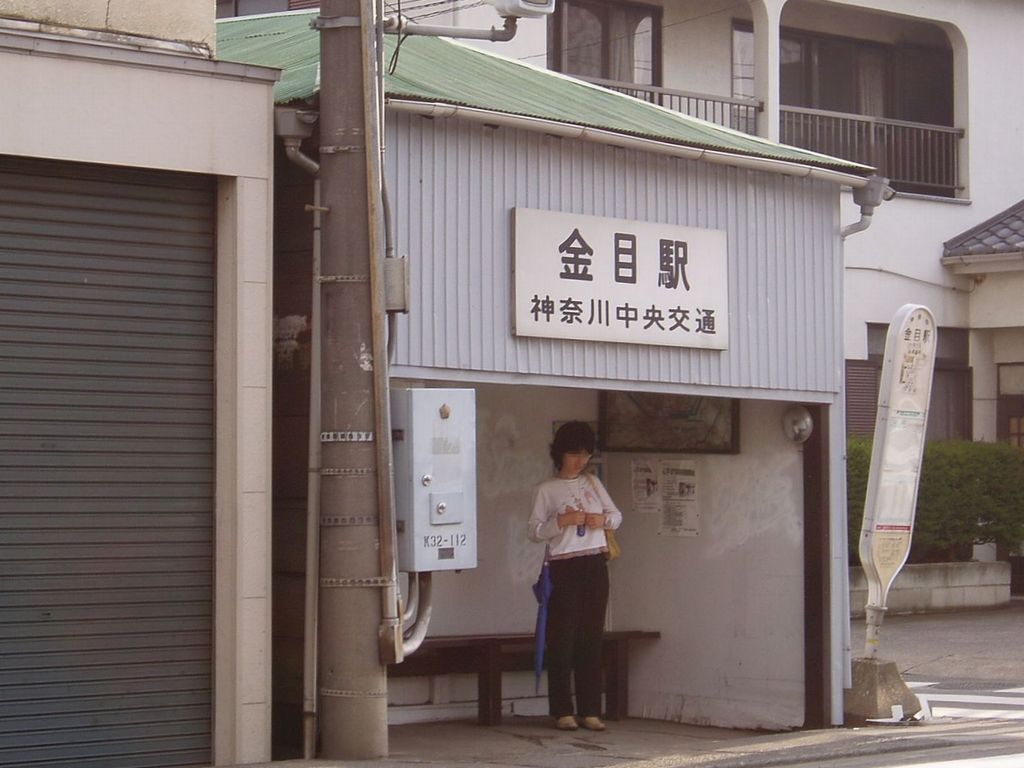
民間バス事業者の自動車駅の例（神奈川中央交通秦野線・金目駅）

国鉄バス以外でも、鉄道駅以外で「駅」を名乗る停留所は存在する。ただし鉄道駅に由来するものが多い。
鉄道廃止以前からのバス停名であったり、廃止後の代替輸送を行なうバス事業者で「駅」の付く名を名乗っているケースが比較的良くみられる。例えば、1999年10月4日に廃止になった蒲原鉄道の村松駅は、鉄道の廃止後も蒲原鉄道のバスターミナルとして「村松駅前」から五泉駅、加茂駅に子会社の蒲鉄小型バスで路線を運行しているが、そのように近年の駅の廃止後も「～駅前」を名乗りつづける例は多い。
鉄道駅由来でない例としては、鉄道線と連絡運輸を行なっているバス事業者が、乗車券を発売している窓口をバス停留所に設置した上で「駅」と称した名残りで、窓口が廃止された後も停留所名に「駅」が残っているものがある。
例えば、神奈川中央交通では会社の歴史上鉄道事業を行なったことはないが、多くの自動車駅を持っていた（1987年時点で21駅）ためか、2017年現在も金目駅、豊田本郷駅、大山駅の3箇所に「駅」の字が残っている（最後まで残っていた金目駅の旧駅舎は、2008年に撤去された）。同様に房総半島南部を営業エリアとする日東交通でも、かつて上総湊駅と安房鴨川駅の両駅で国鉄と連絡運輸を行っていた名残により、環駅、関豊駅（富津市）、金束駅、吉尾駅、主基駅（鴨川市）の停留所名が2020年現在でも残っている。また、鉄道の走っていない佐渡島にもあり、佐渡汽船を介して国鉄と連絡運輸協定を結んでいた新潟交通佐渡の佐渡金沢駅、畑野駅、相川駅等があった。
関電トンネルトロリーバスは2019年に関電トンネル電気バスに転換され扇沢駅・黒部ダム駅共に鉄道駅ではなくなったが、以後も「駅」と称されている。
なお、気仙沼線・大船渡線BRTの停留所は一般乗合旅客自動車運送事業取扱規則の2条1号より「駅」と称される。

## 注記
1. ↑  種村直樹「さよなら国鉄最長片道きっぷの旅」（1987年・実業之日本社）p207による。
2. ↑  『バスジャパン・ハンドブックシリーズ5 中国ジェイアールバス』p23
3. ↑  宮脇俊三「時刻表2万キロ」（1978年・河出書房新社）p194による。なお、当時宮田町に路線バスを運行していたのは国鉄バスのみである。
4. ↑  “黒部ダムを見る・楽しむ”.   黒部ダム／関西電力. 2022年8月14日閲覧。
5. ↑  東日本旅客鉄道株式会社一般乗合旅客自動車運送事業取扱規則 (PDF)